# Diamantové jezero
Diamantové jezero (španělsky Laguna del Diamante) je jezero v provincii Mendoza v Argentině, blízko sopky Maipo.
Má plochu 14,1 km2 a je jednou z největších zásobáren vody v provincii. Má ovšem 20 000× vyšší obsah arsenu než kolik je považováno za bezpečné z hlediska pití, a voda je také pětkrát slanější než voda v moři, proto jezero nikdy nezamrzá, ačkoliv jeho teplota je často nižší než teplota tuhnutí.
Přestože extrémní podmínky jezerní vody nejsou k životu příliš přátelské, žijí v něm bakterie. Ty jsou zkoumány a od výzkumu se očekává další vhled jedna do historie života na Zemi, jednak do možnosti existence života na Marsu.